# 위안자쥔
위안자쥔(중국어 간체자: 袁家军, 정체자: 袁家軍, 병음: Yuán Jiājūn, 1962년 9월 27일 ~ )은 중국의 정치인이다. 지린성 퉁화시 출신으로 우주 기술 전문가이자 현재 중국공산당 중앙정치국 위원과 저장성위원회 서기, 성 인민대표대회 상무위원장을 맡고 있다. 베이징 항공우주대학(현 베이징 항공항천대학) 항공기설계응용역학과 졸업했고 고체역학 학사로 항공우주부 우주기술연구소(5 연구소)에서 우주선 설계 석사 학위와 박사 학위를 취득했다. 국무원의 특별 정부 수당을 받은 국제 우주 아카데미의 학자이다. 선저우 우주선의 총사령관, 중국항공우주 과학기술공사의 중국 우주기술아카데미 회장, 저장성 성장을 역임했다. 중국공산당 제17기 중앙위원과 제19기 중앙위원을 역임했고, 현재 제20기 중앙위원, 중앙정치국 위원이다.